# Coptoeme rufolimbata
Coptoeme rufolimbata är en skalbaggsart som först beskrevs av Jean François Villiers 1972.  Coptoeme rufolimbata ingår i släktet Coptoeme och familjen långhorningar. Inga underarter finns listade i Catalogue of Life.